# 빅터 마틴
빅터 마틴(Victor Martyn, 1981년 1월 31일 ~ )은 전직 스타크래프트 프로게이머이다. 1세대 프로게이머에 해당된다.

## 주요 기록

#### 개인 기록
- 1999년 99PKO 16강